# Sergei Ryazansky
Sergei Nikolayevich Ryazansky (Серге́й Николаевич Рязанский, em russo; Moscou, 13 de novembro de 1974) é um ex-cosmonauta russo veterano de duas missões de longa duração no espaço.
Formado em bioquímica pela Universidade Estatal de Moscou, após a universidade trabalhou como pesquisador no Instituto de Problemas Biomédicos até 2003, quando foi selecionado para o treinamento de cosmonautas da Roscosmos, completando seu treinamento em 2005. Em 2009, integrou a equipe que passou 105 dias isolada na fase 2 do programa Mars-500, criado pelos russos para estudar as condições de isolamento psicossocial nos humanos para uma futura missão de longa duração à Marte.
Em setembro de 2013 foi pela primeira vez ao espaço como tripulante da Soyuz TMA-10M, para uma missão de longa duração integrando as Expedições 37 e 38 na ISS,  servindo como engenheiro de voo. Retornou em 11 de março de 2014, completando um total de 166 dias no espaço.
Iniciou sua segunda missão em 28 de julho de 2017, lançado de Baikonur no comando da nave Soyuz MS-05, para quatro meses e meio de estadia na ISS integrando as Expedições 52 e 53. Durante a expedição, entre outras atividades, ele fez uma caminhada espacial de sete horas e meia para testar o novo traje espacial russo Orlan, instalar experiências científicas externas e lançar cinco nano satélites no espaço. Retornou à Terra em 14 de dezembro de 2017 depois de 139 dias em órbita.